# Jazz Jackrabbit
Jazz Jackrabbit è un videogioco a piattaforme prodotto dalla Epic MegaGames, ora conosciuta con il nome di Epic Games, uscito nel 1994 per MS-DOS. Il gioco nasce dalle menti di Cliff Bleszinski e Arjan Brussee, riprendendo molte caratteristiche tipiche dei platform per console dell'epoca, come Sonic. 
Venne di solito molto apprezzato dalla critica. Vinse il premio Gioco Arcade dell'anno secondo la rivista PC Format. Nel 1998 ne uscì il seguito, Jazz Jackrabbit 2.

## Trama
A causa di quanto accaduto con l'episodio della lepre e della tartaruga, tra lepri e tartarughe si combatte da diverse generazioni un'aspra guerra. Devan Shell, il megalomane leader delle tartarughe, ha intenzione di conquistare il pianeta Carrotus e di sottomettere le lepri che lo abitano al suo volere, e per questo ha rapito la principessa Eva Earlong promettendone la libertà in cambio della resa. L'unico che può salvare Eva e Carrotus è una lepre verde di nome Jazz Jackrabbit, il quale dovrà inseguire Devan attraverso l'intera galassia prima di affrontarlo faccia a faccia.

## Modalità di gioco
In ognuno dei livelli del gioco, con visuale laterale a scorrimento multidirezionale, bisogna far correre Jazz ed eliminare i nemici che cercheranno di fermarlo, utilizzando un fucile caricato con diversi tipi di proiettili, reperibili nello scenario. Si possono anche raccogliere degli oggetti bonus che aumentano il punteggio del giocatore e molti potenziamenti. Una particolare gemma permette di accedere a un sottogioco bonus con visuale tridimensionale, completamente diverso dal gioco normale. I livelli sono labirinti non lineari, complicati anche da passaggi segreti, trampolini, trappole, tubi pneumatici da trasporto. Per completare un livello bisogna trovare il cartello rosso con l'effigie di Devan Shell e spararvi un colpo: questo farà apparire la faccia di Jazz sul cartello e farà passare al livello successivo.
Jazz ha a disposizione un quantitativo di punti ferita variabile con la difficoltà: a difficoltà Easy se ne hanno 5, a Medium 4, a Hard e a Turbo solamente 3. La salute di Jazz è costantemente indicata da una barra colorata che si svuota tutte le volte che subisce un danno; quando tale barra si svuota del tutto, si perde una vita. Giocando a modalità Turbo, è possibile perdere una vita anche se non si riesce a completare un livello entro il limite di tempo. Una volta esaurite le vite, ovviamente il gioco termina, ma è possibile utilizzare un continua per riprendere a giocare dall'ultimo livello con il punteggio azzerato.
Jazz Jackrabbit presenta sei episodi, ognuno comprendente tre mondi e un livello con un boss, denominato Guardian. Ogni mondo consiste in due livelli e un livello bonus 3D, accessibile solo trovando la gemma rossa nascosta nel secondo livello di ogni mondo. Alcuni mondi hanno anche un livello segreto. Originariamente il gioco era venduto solamente su floppy e si potevano comprare i primi tre episodi, gli ultimi tre, o tutt'e sei. In seguito fu pubblicata una versione su CD con tutti gli episodi più tre episodi inediti e l'episodio del Natale 1994 con tre livelli a tema natalizio.
I livelli bonus, a differenza di quelli regolari, hanno una grafica pseudotridimensionale, con visuale in terza persona dal retro di Jazz. In questi livelli bisogna guidare Jazz per una strada irta di ostacoli e raccogliere tutte le gemme blu entro un tempo limite. Bisogna evitare in particolare i cartelli di stop con la scritta EXIT, che faranno terminare istantaneamente il livello bonus. Se il giocatore riesce a raccogliere tutte le gemme prima dello scadere del tempo riceverà una vita extra in premio.

## Versioni shareware
Furono prodotte anche tre versioni shareware promozionali.

### Jazz Jackrabbit: Shareware Edition
Pubblicata nel 1994, conteneva l'intero primo episodio (Turtle Terror).
- Diamondus
- Tubelectric
- Medivo

### Jazz Jackrabbit: Christmas Edition
Conosciuta anche come Holiday Hare '94, pubblicata nel 1994, è un'edizione natalizia che consisteva nei tre livelli natalizi nominati precedentemente.
- Holidaius

### Jazz Jackrabbit: Holiday Hare '95
Pubblicato nel 1995, è una seconda versione natalizia che contiene due nuovi mondi natalizi ognuno con due livelli.
- Candion
- Bloxonius

## Altre pubblicazioni
OpenJazz è un motore di gioco ispirato a Jazz Jackrabbit creato da Alister Thomson. Il lavoro iniziò il 23 agosto 2005, venne annunciato il 28 novembre dello stesso anno e pubblicato il giorno di natale. Disponibile per Microsoft Windows, Linux, Mac OS X, Sega Dreamcast, e ci sono versioni anche per il GP2X, il GP32 e la PlayStation Portable (PSP).
JCS'94 è un editor di livelli per Jazz Jackrabbit. Il progetto parte nel 2003, l'ultima versione risale a novembre 2005. Ha notevolmente supportato il progresso di OpenJazz in quanto conteneva già le basi dei livelli di Jazz Jackrabbit.
Nella versione CD del gioco è stato incluso un breve fumetto, realizzato da Nick Stadler, che racconta in maniera più dettagliata la trama del gioco.